# حاوية المحار
حاوية المحار ( أيضاً معروف بعُلبة الطعام الصيني أو عُلبة الطعام السريع الصيني) تكون مطوية، مصنوعة من الشمع أو مُغلفة بالبلاستيك، حاوية الورق المقوي مصممة في الأصل؛ لتحمل المحار.عادة ما تأتي مع مقبض مصنوع من الأسلاك الصلبة. حالياً، يتم استخدامها عادة من مطاعم المطبخ الصيني الأمريكي، بالدرجة الأولي في جميع أنحاء الولايات المتحدة؛ لتعبئة الطعام السفري الساخن أو البارد. ومن الممكن أيضاً أن توجد في دول غربية أُخري، مثل أستراليا، نيوزيلاندا، ألمانيا وإنجلترا، لكن نادراً ما توجد في الصين وبعض البلاد الاّسيوية الأخري ذات أعداد كبيرة من أصول صينية.

## المراجع

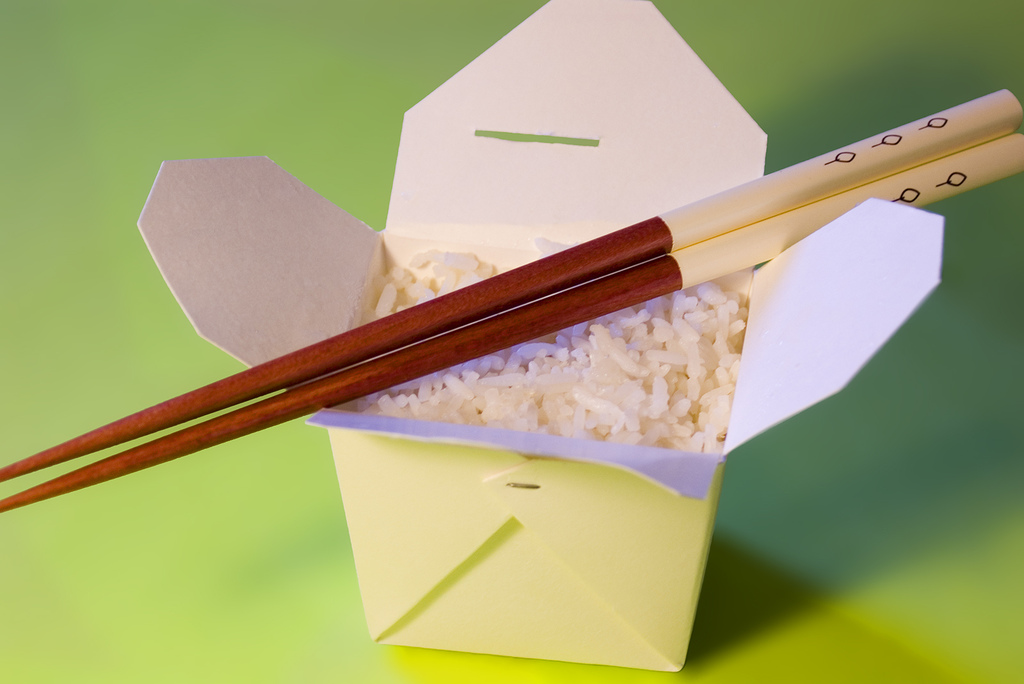
حاوية محار مفتوحة وبها أرز ومعها عيدان الطعام الصيني.